# Szczepionka BCG

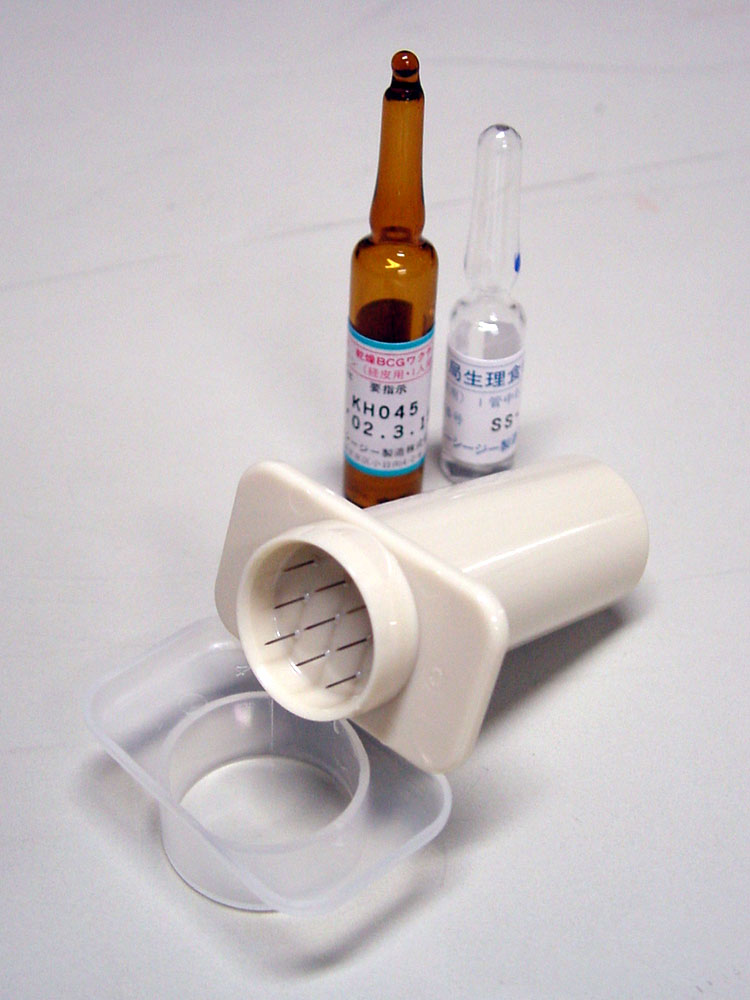
Szczepionka BCG

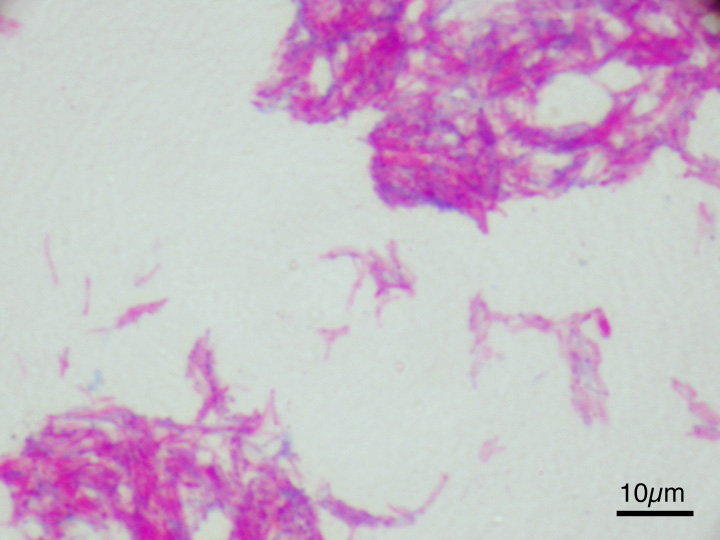
Mikroskopowy obraz szczepu Calmette-Guérin. Barwienie Ziehla-Neelsena. Powiększenie 1000x.

BCG (od Bacillus Calmette-Guérin) – szczepionka opracowana we Francji w 1921 roku przez Alberta Calmette'a i Camille'a Guérina i stosowana przede wszystkim przeciw gruźlicy. Szczepionka zawiera atenuowany, ale żywy szczep bakterii Mycobacterium bovis (gatunek pokrewny, wywołujący gruźlicę bydła). Atenuację uzyskuje się wskutek 231 pasaży na podłożu z żółcią. Szczepienia okazały się skuteczne w Europie i krajach rozwijających się. Próby z tą szczepionką w USA wykazały niewielkie właściwości ochronne (odmienny szczep Mycobacterium tuberculosis), w pozostałych krajach zaobserwowano zróżnicowaną skuteczność. Obecnie stosowana w Europie, nieużywana w USA.
W krajach, gdzie występuje trąd, stosuje się szczepionkę BCG u zdrowych dzieci, wkrótce po urodzeniu.

## Historia
Badania nad szczepionką na gruźlicę, które finalnie doprowadziły do powstania BCG, rozpoczęto w 1900 roku, w Instytucie Pasteura w Lille. Na czele projektu postawiono dwóch naukowców - Alberta Calmette i Camille'a Guérin. Pierwsze testy na zwierzętach zaplanowane zostały w 1913 roku, jednak ich przeprowadzenie uniemożliwił wybuch I Wojny Światowej i okupacja Lille przez wojska niemieckie. W 1919 roku udowodniono już niewywoływanie objawów gruźlicy przez wyhodowane szczepy na wielu gatunkach zwierząt, stąd 18 czerwca 1921 po raz pierwszy podano BCG człowiekowi w Szpitalu Charité w Paryżu. Do końca 1924 roku zaszczepiono 664 noworodki, a w latach 1924-1928 - 114 tysięcy. W 1928 roku Liga Narodów swoim autorytetem potwierdziła bezpieczeństwo zastosowania szczepionki BCG. 
W 1930 roku w niemieckiej Lubece wskutek modyfikacji schematu użycia szczepionki przez miejscowych lekarzy, doszło do śmierci 73 noworodków, a 135 innych rozwinęło objawy gruźlicy, z której jednak zostały one wyleczone. Wydarzenie to przeszło do historii jako "Tragedia w Lubece". Specjalny raport przygotowany przez komisję powołaną przez niemiecki rząd za całe zajście obwinił szczepionkę i jej twórców. Zarzuty te jednak nie zostały potwierdzone, a sam Calmette wybronił się w zeznaniach przed Międzynarodową Unią ds. Walki z Gruźlicą (dostał nawet owacje na stojąco). Incydent mimo to doprowadził do podkopania autorytetu szczepionki. 
Zastosowanie medyczne szczepionki BCG zapoczątkowano 1921 roku i w 1977 znalazła się na liście leków podstawowych Światowej Organizacji Zdrowia. Szczepionkę podaje się rocznie (2004) około 100 milionom dzieci na całym świecie.

### Stosowanie w Polsce
W Polsce szczepienia przy użyciu BCG rozpoczęto w 1926 r., głównie w Poznaniu, Warszawie i Wilnie. Produkcję szczepionki powierzono Państwowemu Zakładowi Higieny, zaś organizację szczepień Polskiemu Związkowi Przeciwgruźliczemu. Do 1939 roku w Polsce zaszczepiono 70 tysięcy osób. W 1945 roku wznowiono produkcję i akcję szczepień, a na mocy porozumienia z Duńskim Czerwonym Krzyżem z 1947 roku, rozpoczęto masowe szczepienia. W latach 1947–1950 śródskórnie zaszczepiono 4,5 miliona dzieci i młodzieży od 1 do 18 roku życia. Od 1951 roku BCG jest w Polsce szczepieniem obowiązkowym.

## Inne zastosowania

### Inne choroby zakaźne
BCG ma około 26% działania ochronnego przeciw trądowi, chociaż szczepionka nie jest wykorzystywana w tym celu. Potencjalnie zmniejsza ryzyko infekcji gronkowcowych, kandydozy, grypy i żółtej febry.

#### BCG a COVID-19
Pierwotnie raportowana była mniejsza częstość zachorowań na COVID-19 w krajach o wysokim poziomie wyszczepialności przy pomocy szczepionki BCG, jednak obecnie dominującą tezą jest, że jest to przypadkowa zależność u podłoża której leżą inne czynniki (np. mniejszy poziom urbanizacji państw dawnego Bloku Wschodniego). Mimo to jednak w modelach bioinformatycznych oraz w części badań na zwierzętach taki wpływ protekcyjny oparty na mechanizmie odporności krzyżowej, został potwierdzony. Pierwsze wyniki randomizowanej próby klinicznej z Malawi nie potwierdziły protekcyjnego efektu BCG na przebieg COVID-19. Część naukowców wystosowała hipotezę, jakoby rozbieżności w wynikach danych eksperymentalnych i klinicznych wynikała ze stosowania różnych szczepów szczepionki BCG w różnych krajach.

### Nowotwory
BCG jest przydatna w leczeniu powierzchownych postaci raka pęcherza moczowego. Od końca lat 1980. pojawiały się dowody na to, że zakroplenie BCG do pęcherza jest skuteczną formą immunoterapii w tej chorobie. Podczas gdy mechanizm jest niejasny, wydaje się, że przeciwko guzowi zostaje uruchomiona lokalna reakcja immunologiczna. Immunoterapia przy użyciu BCG zapobiega nawrotom w ⅔ przypadków powierzchownych nowotworów pęcherza moczowego. BCG jest także do wykorzystania w immunoterapii raka okrężnicy oraz w leczeniu sarkoidozy u koni.

### Cukrzyca
W badaniach klinicznych, opierając się pracach prace Denise'a Faustmana, wykorzystano BCG do pobudzenia produkcji TNF-α, który może zabić limfocyty T odpowiedzialne za cukrzycę typu 1. W badaniach na myszach wykazano, że zastosowanie podobnego leczenia daje całkowite wyleczenie u jednej trzeciej badanych myszy. 8 sierpnia 2012 Denise Faustman opublikowała wyniki badań etapu I polegającego na sprawdzeniu wyników badań na myszach do tego, jak dawki szczepionki BCG działają na ludzi. U większości przypadków odnotowano pozytywną zmianę, czyli zmniejszenie się liczby limfocytów zabijających komórki produkujące insulinę. Aktualnie zbierane są środki na rozpoczęcie kolejnej fazy badań.

## Niepożądane odczyny poszczepienne
Poważne odczyny poszczepienne są rzadkie. Najczęściej w miejscu wstrzyknięcia występuje zaczerwienienie, obrzęk i bolesność. Czasem może powstać małe owrzodzenie z wytworzeniem blizny po wygojeniu.
O wiele częściej odczyny poszczepienne występują i mają cięższy przebieg, do zagrożenia życia włącznie, u osób z zaburzeniami odporności. U tych osób i w czasie ciąży szczepionka BCG jest przeciwwskazana. Odmiennie niż większość szczepionek, szczepionka ta zawiera atenuowane, ale żywe bakterie Mycobacterium bovis, co może w stanach osłabionej odporności organizmu wywołać groźną, pełnoobjawową chorobę.